# Dressleria severiniana
Dressleria severiniana är en orkidéart som beskrevs av H.G.Hills. Dressleria severiniana ingår i släktet Dressleria och familjen orkidéer.
Artens utbredningsområde är Panamá. Inga underarter finns listade i Catalogue of Life.